# テレビ朝日若葉台メディアセンター
テレビ朝日若葉台メディアセンター（テレビあさひ  わかばだい メディアセンター）は、東京都稲城市若葉台に2017年2月に竣工したテレビ朝日の専用局外施設・企業博物館である。

## 概要
同センターは、1959年の開局から現在に至るまで、テレビ朝日（「全国朝日放送」「日本教育テレビ」時代を含む）の番組のビデオ・フィルム（報道、ニュース、情報、ドキュメンタリー、教養、トーク、料理、旅、紀行番組、スポーツ、バラエティ、子供向け番組、深夜番組、単発特別番組、クイズ、音楽、ドラマ、時代劇、海外ドラマ、特撮、映画、アニメなど）のアーカイブや美術倉庫としての機能を持つだけでなく、市民に広く開放し、上述のビデオ・フィルムアーカイブを自由に閲覧できるスペース、またスポーツや地元の地域イベントなどに対応できるようにセットされた屋外庭園やアトリウムなどが設けられている。
2017年からは「テレ朝夏祭り」の期間中、サテライト会場としてイベントが行われている。
2021年10月にはリニューアルオープンされ、1階のアトリウムや併設の広場一部を「Life Design Lab. Wakabadai」として、一般向けに開放するようになった。同局の番組「サンドウィッチマン&芦田愛菜の博士ちゃん」から着想を得た参加型イベント「君も博士になれる展 empowered by 博士ちゃん」が開催された。